# نیکولا تسلا (نیشکا بانگا)
نیکولا تسلا (به صربی: Nikola Tesla) یک منطقهٔ مسکونی در صربستان است که در Niška Banja واقع شده‌است.